# Aprionus complicatus
Aprionus complicatus är en tvåvingeart som beskrevs av Boris Mamaev 1995. Aprionus complicatus ingår i släktet Aprionus och familjen gallmyggor.
Artens utbredningsområde är Ukraina. Arten är reproducerande i Sverige. Inga underarter finns listade i Catalogue of Life.